# FOK-GYEM
A FOK-GYEM egy tulajdonnévi betűszó. Egykori gazdálkodó szervezetek neveinek rövidítéséből állt össze.  A vállalat mérőműszerek, labortápegységek, majd különféle kijelzők gyártására szakosodott. A cég által egykor gyártott kijelzőket tömegközlekedési járműveken, nagyobb állomásokon, valamint több egyéb területen is használják és szakzsargonként FOK-GYEM néven emlegetik.

## Története
A FOK–GYEM  története 1951-ben, a Finommechanikai és Orvosi Műszereket Gyártó Ktsz. (rövidítve: FOK) megalakulásával kezdődött. Ez a kisipari termelőszövetkezet 1964-ben egyesült a Gyengeáramú Műszerjavító Szövetkezettel (rövidítve: GYEM).   Közben egyesültek  több, kisebb szövetkezettel, fuzionáltak, ipartelepet létesítettek Salgótarjánban. Az 1960-as évek végén  a lőrinci Műanyagipari Szövetkezet csatlakozása újabb profilbővítést hozott.

## Főbb termékei

### A Visinform
A nagy áttörés az 1970-es évek közepéig váratott magára. A FOK-Gyem új marketingfogása lett a Visinform nevű univerzális kijelző, amit közlekedési eszközök végállomásaira és nagyobb forgalmú megállóiba szántak. a Budapesti Közlekedési Vállalatot is komolyabban elkezdte érdekelni a dolog és egy próba-kijelzőt állítottak fel a Baross téren, a mai 30-as buszcsalád egykori végállomásán. A kijelző beváltotta a hozzá fűzött reményeket és több helyen szereltek fel ilyen kijelzőket. Például ilyen kijelzőt állítottak fel a szentendrei (ma: H5-ös jelzésű) HÉV Batthyány téri végállomásán. Később az állomás 2005-ös felújításakor ezt elbontották.

### A Mobilinform
Az 1980-as évek közepén fejlesztették ki a Mobilinform nevű kijelzőcsaládot. A Mobilinform kijelzőket tömegközlekedési járművekbe szánták. Az évtized végére a FOK-Gyem szoros kapcsolatot hozott létre az Ikarus-szal. A gyár kapuján kigördülő autóbuszok kijelzőit a későbbiekben a megrendelő igénye szerint, tetszőlegesen lehetett konfigurálni. A rendszerhez hanglejátszót is lehetett társítani. A BKV Rt. utasai 1994-ben utazhattak először FOK-Gyem kijelzővel ellátott járművön. Ekkor jöttek ki a gyárból az első BKV számára készült Ikarus 435-ösök, illetve a garanciális javításukon átesett Ikarus 415-ösök többsége is kapott ilyen kijelzőket. BKV-nak megtetszettek a kijelzők és továbbiakat rendeltek, így jutott belőlük az Ikarus 260 és 280-as buszokba is.
Sajnos, ahogy terjedtek a kijelzők úgy jött elő egyre inkább a konstrukció hibája, ugyanis a FOK-Gyem kijelzők nem bírják a rossz minőségű utak által keltett rezgéseket amik miatt a billenősapkák beragadtak, így olvashatatlanná téve a kiírásokat.  A cég 2004-ben csődbe ment és megszűnt. Utolsó vásárlóként a BKV még megvásárolta a cég félkész kijelzőit, hogy a saját kijelzőit javítani tudja.
A FOK-Gyem utáni űrt a szintén magyar Vultron nevű informatikai cég töltötte be. Ők a cseh Buse nevű cég kijelzőit választották rendszereik mellé. Ilyen rendszer került a BKV Volvo 7700A típusú buszaiba is
2013-ban a BKK a FUTÁR projekt keretében megjavíttatta a járművekre szerelt kijelzők egy részét. A korábbi vezérlőegységeket érintőképernyős IVU.box terminálokra, a kijelzők egy részét pedig LED-es kijelzőkre, illetve TFT monitorokra cserélték.

## Előfordulása a BKV járművein 2013 előtt
| Típus                                              | Kijelzők | Bemondás |
| Autóbusz                                           | Autóbusz | Autóbusz |
| -------------------------------------------------- | --- | -------- |
| Ikarus 260 (néhány felújított példányon)           | homlokfalon, jobb oldalt, hátul, utastérben | Igen     |
| Ikarus 280 (néhány felújított példányon)           | homlokfalon, jobb oldalt, hátul, utastérben (Az 1998-ban felújított "7-173 Gyors" festésű 280.40A típusú buszok piros kijelzőket kaptak, amik nehezen voltak olvashatók) | Igen     |
| Ikarus 405 (néhány felújított példányon)           | homlokfalon, jobb oldalt, hátul, utastérben |          |
| Ikarus 412                                         | homlokfalon, jobb oldalt, hátul, utastérben (nagyobb homlokfali kijelzők)                                                                                                | Igen     |
| Ikarus 415 (első típus; néhány felújított példány) | homlokfalon, jobb oldalt, hátul, utastérben |          |
| Ikarus 435                                         | homlokfalon, jobb oldalt, hátul, utastérben (a prototípusra nem szerelték fel)                                                                                           |          |
| Trolibusz                                          | |          |
| Ikarus 280T (felújított példányok)                 | homlokfalon, jobb oldalt, hátul, utastérben | Igen     |
| Ikarus 411T                                        | homlokfalon, jobb oldalt, hátul, utastérben |          |
| Ikarus 412T                                        | homlokfalon, jobb oldalt, hátul, utastérben | Igen     |
| Ikarus 435T                                        | homlokfalon, jobb oldalt, hátul, utastérben | Igen     |
| Villamos                                           | |          |
| ČKD Tatra T5C5 (néhány felújított példányon)       | csak utastérben |          |
| ČKD–BKV Tatra T5C5K                                | homlokfal és utastér | Igen     |
| Ganz KCSV–7                                        | csak utastérben | Igen     |
| Metró                                              | |          |
| EvA (Barbi)                                        | homlokfal és utastér | Igen     |
| 81-7172M (Vizipók)                                 | homlokfal és utastér | Igen     |